# Sunset Falls (Neuseeland)
Die Sunset Falls sind ein Wasserfall bislang nicht ermittelter Fallhöhe im Mount-Cook-Nationalpark in der Region Canterbury auf der Südinsel Neuseelands. Am nordwestlichen Rand der Liebig Range in den Neuseeländischen Alpen liegt er im Lauf eines namenlosen Bachs, der unweit hinter dem Wasserfall in nordwestlicher Fließrichtung in den Murchison-Gletscher mündet.